# Slikarske in kiparske upodobitve slovenskih literarnih junakov
Slovenski literarni junaki so najpogosteje predmet knjižnih ilustracij.
Med zgodnejše slovenske literarne like (junak, iterarna oseba, akter, karakter, figura, aktant) spadajo osebe iz Svetega pisma (življenjepisi svetnikov), antični mitični junaki, slovenske mitične in zgodovinske osebe. Pojavljajo se v ilustracijah; ilustrirane so predvsem otroške knjige v obliki slikanic. V slikarski ali kiparski podobi so predstavljeni junaki iz ljudskega slovstva, in sicer tisti liki, ki so po svojih dejanjih res junaki (osebe, ki delajo dobra dela, ki pomagajo drugim, delajo v skladu z občim dobrim in se borijo proti negativnim likom). 

## Slikarstvo

### Ilustracija
Ilustracija je najpogostejša oblika upodabljanja slovenskih literarnih junakov, predvsem tistih, ki se pojavljajo v otroških in mladinskih slikanicah.

#### Ljudsko slovstvo
- Desetnica
  - Gvido Birolla, Fran Milčinski, Desetnica in druge pravljice (COBISS)
  - Lidija Osterc, Fran Milčinski, Desetnica in druge pravljice (COBISS)
  - Miha Maleš, Desetnica, slovenske ljudske pesmi (COBISS)
  - Andreja Gregorič, Kekec: Literarna revija za učence od 2. do 5. razreda osnovnih šol; Desetnica: Slovenska ljudska pravljica (COBISS)

- Kralj Matjaž Kralj Matjaž in sol
  - Johannes de Thurocz, risba iz knjige Chronica Hungarorum (pozno 15., zgodnje 16. stoletje)
  - Ančka Gošnik Godec, Babica pripoveduje: slovenske ljudske pripovedi(COBISS)
  - Marlenka Stupica, Oton Župančič, Mehurčki in petdeset ugank (COBISS)
  - Iztok Križan, Dušan Čater, Kralj Matjaž (COBISS)
  - Rudi Skočir, Slovenske pravljice (COBISS)
  - Matjaž Schmidt, Kralj Matjaž in sol (COBISS)

- Lambergar
  - France Kunaver, Slovenska dežela v pripovedki in podobi (COBISS)

- Lepa Vida
  - Igor Ribič, 7 slovenskih ljudskih junakov (COBISS)

- Mojca Pokrajculja
  - Marjan Manček, Koroške pripovedke
  - Mara Kralj, Mojca Pokrajculja - koroška pripovedka (COBISS)
  - Andreja Peklar, Mojca Pokrajculja - koroška pripovedka (COBISS)

- Peter Klepec
  - Marjan Manček, France Bevk, Peter Klepec (COBISS)
  - Iztok Križan, Dušan Čater, Peter Klepec (COBISS)

#### Umetna književnost
- Juri Muri
  - Marjanca Jemec Božič, Tone Pavček, Juri Muri v Afriki (COBISS)
  - Marjanca Jemec Božič, Tone Pavček, Juri Muri drugič v Afriki (COBISS)
  - Damjan Stepančič, Tone Pavček, Juri Muri v Afriki (COBISS)

- Kekec
  - Marička Koren, Josip Vandot, Kekec ozdravi Mojco (COBISS)
  - Uroš Hrovat, Josip Vandot, Kekec nad samotnim breznom (COBISS)
  - Zvonko Čoh, Josip Vandot, Kekec in Bedanec (COBISS)
  - Ajda Erznožnik, Niko Grafenauer, Kekec užene Bedanca (COBISS)
  - Ajda Erznožnik, Niko Grafenauer, Kekec in Pehta (COBISS)

- Maček Muri
  - Jelka Reichman, Kajetan Kovič, Maček Muri (COBISS)

- Martin Krpan
  - Tone Kralj, Fran Levstik, Martin Krpan (COBISS)
  - Hinko Smrekar, Fran Levstik, Martin Krpan z Vrha (COBISS)
  - Miki Muster, Martin Krpan (strip) (COBISS)

- Muca Copatarica
  - Ančka Gošnik Godec, Ela Peroci, Muca Copatarica (COBISS)

- Pedenjped
  - Marjan Manček, Niko Grafenauer, Pedenjped (COBISS)

- Piki Jakob
  - Jelka Reichman, Kajetan Kovič, Moj prijatelj Piki Jakob (COBISS)

- Sapramiška
  - Marija Lucija Stupica, Svetlana Makarovič, Sapramiška (COBISS)
  - Daša Simčič, Svetlana Makarovič, Sapramišja sreča (COBISS)
  - Gorazd Vahen, Svetlana Makarovič, Sapramiška (COBISS)

- Videk
  - Roža Piščanec, Fran Levstik, Kdo je napravil Vidku srajčico (COBISS)
  - Jelka Reichman, Boris A. Novak, Kdo je napravil Vidku srajčico, radijska igra za otroke (COBISS)

- Zvezdica Zaspanka
  - Mojca Cerjak, Frane Milčinski - Ježek, Zvezdica Zaspanka (COBISS)
  - Gorazd Vahen, Frane Milčinski - Ježek, Zvezdica Zaspanka (COBISS)

## Kiparstvo
Kiparske upodobitve slovenskih literarnih junakov so redke. Kipi so postavljeni predvsem njihovim avtorjem, v bronu, lesu ali kamnu pa so izdelani le najreprezentativnejši junaki slovenske literature, najpogosteje postavljeni v kraj, iz katerega naj bi izvirali.

### Ljudsko slovstvo
- Kralj Matjaž
  - Nikolaj Pirnat, spomenik iz lesa, Mežica
  - spomenik iz brona, votlina kralja Matjaža, Peca

- Peter Klepec
  - Stane Jarm, spomenik iz lesa, Osilnica ob reki Kolpi

### Umetna književnost
- Črtomir in Bogomila
  - Ivan Zajec, relief iz brona, Prešernov spomenik, Ljubljana

- Jurij in Agata
  - Tone Logonder, spomenik iz brona, Škofja Loka

- Kekec
  - Nebojša Mitrić, spomenik iz brona, Kranjska Gora

- Martin Krpan
  - Milena Braniselj, spomenik iz brona, Cerknica